# Tusnad Cycling Team/Saison 2010
Dieser Artikel listet Erfolge und Mannschaft des Radsportteams Tusnad in der Saison 2010 auf.

## Erfolge in der Europe Tour
| Datum    | Rennen                    | Kat. | Fahrer       |
| -------- | ------------------------- | ---- | ------------ |
| 11. Juni | 6. Etappe Tour of Romania | 2.2  | Andrea Pinos |

## Zugänge – Abgänge
| Zugänge           | Team 2009                         | Abgänge           | Team 2010                    |
| ----------------- | --------------------------------- | ----------------- | ---------------------------- |
| Luboš Pelánek     | Amore & Vita-McDonald's           | Tamás Lengyel     | Tecnofilm-Betonexpressz 2000 |
| Bruno Rizzi       | Team Utensilnord                  | Aurélien Passeron | Meridiana Kamen Team         |
| Maik Robert Cioni | Team Worldofbike.Gr               | Marcel Ternovšek  | Perutnina Ptuj               |
| László Mădăraș    | Olimpic Team Autoconstruct (2008) | Gergely Kiss      | Unbekannt                    |
| Martino Caliaro   | Neoprofi                          | Attila Madaras    | Unbekannt                    |
| Michael Gallagher | Neoprofi                          | Samuele Marini    | Unbekannt                    |
| Jiří Ježek        | Neoprofi                          | Jan Erik Rožič    | Unbekannt                    |
| Attila Olah       | Neoprofi                          | Stritof Simon     | Unbekannt                    |
| Andrea Pinos      | Neoprofi                          |                   |                              |
| Hunor Végh        | Neoprofi                          |                   |                              |

## Mannschaft
| Name                | Geburtstag         | Nationalität |
| ------------------- | ------------------ | ------------ |
| Martino Caliaro     | 31. Juli 1989      | Italien      |
| Maik Robert Cioni   | 17. Oktober 1979   | Italien      |
| Michael Gallagher   | 14. Dezember 1978  | Australien   |
| Jiří Ježek          | 16. Oktober 1974   | Tschechien   |
| László Mădăraș      | 9. August 1986     | Rumänien     |
| Attila Mihok        | 2. Mai 1989        | Rumänien     |
| Carol Eduard Novak  | 28. Juli 1976      | Rumänien     |
| Attila Olah         | 16. Mai 1989       | Rumänien     |
| Luboš Pelánek       | 21. Juli 1981      | Tschechien   |
| Andrea Pinos        | 7. Mai 1985        | Italien      |
| Bruno Rizzi         | 3. November 1983   | Italien      |
| Albert-Filon Serban | 25. Januar 1988    | Rumänien     |
| Bálint Szeghalmi    | 16. September 1980 | Ungarn       |
| Serghei Țvetkov     | 29. Dezember 1988  | Moldau       |
| Hunor Végh          | 16. Juli 1979      | Rumänien     |